# أوليفر وينشستر
أوليفر وينشستر هو نجار ورائد أعمال ومهندس وسياسي أمريكي، ولد في 30 نوفمبر 1810 في بوسطن في الولايات المتحدة، وتوفي في 11 ديسمبر 1880 في نيو هيفن في الولايات المتحدة. نشط حزبياً في الحزب الجمهوري. وقد انتخب نائب حاكم دولة كونيتيكت ‏.